# Carcelia falenaria
Carcelia falenaria là một loài ruồi trong họ Tachinidae.